# Pantheon (Rome)

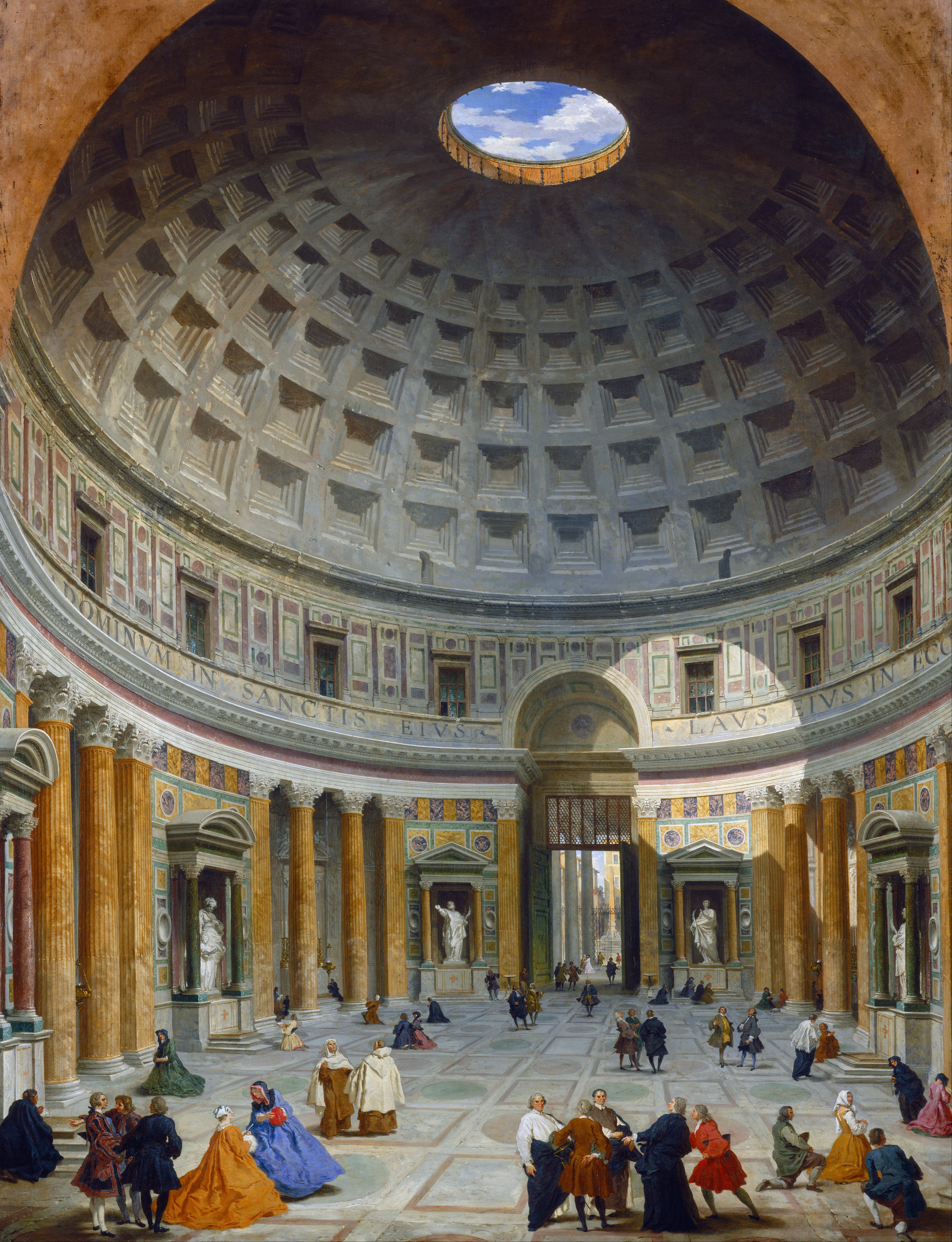
Interieur Pantheon, geschilderd door Giovanni Paolo Pannini

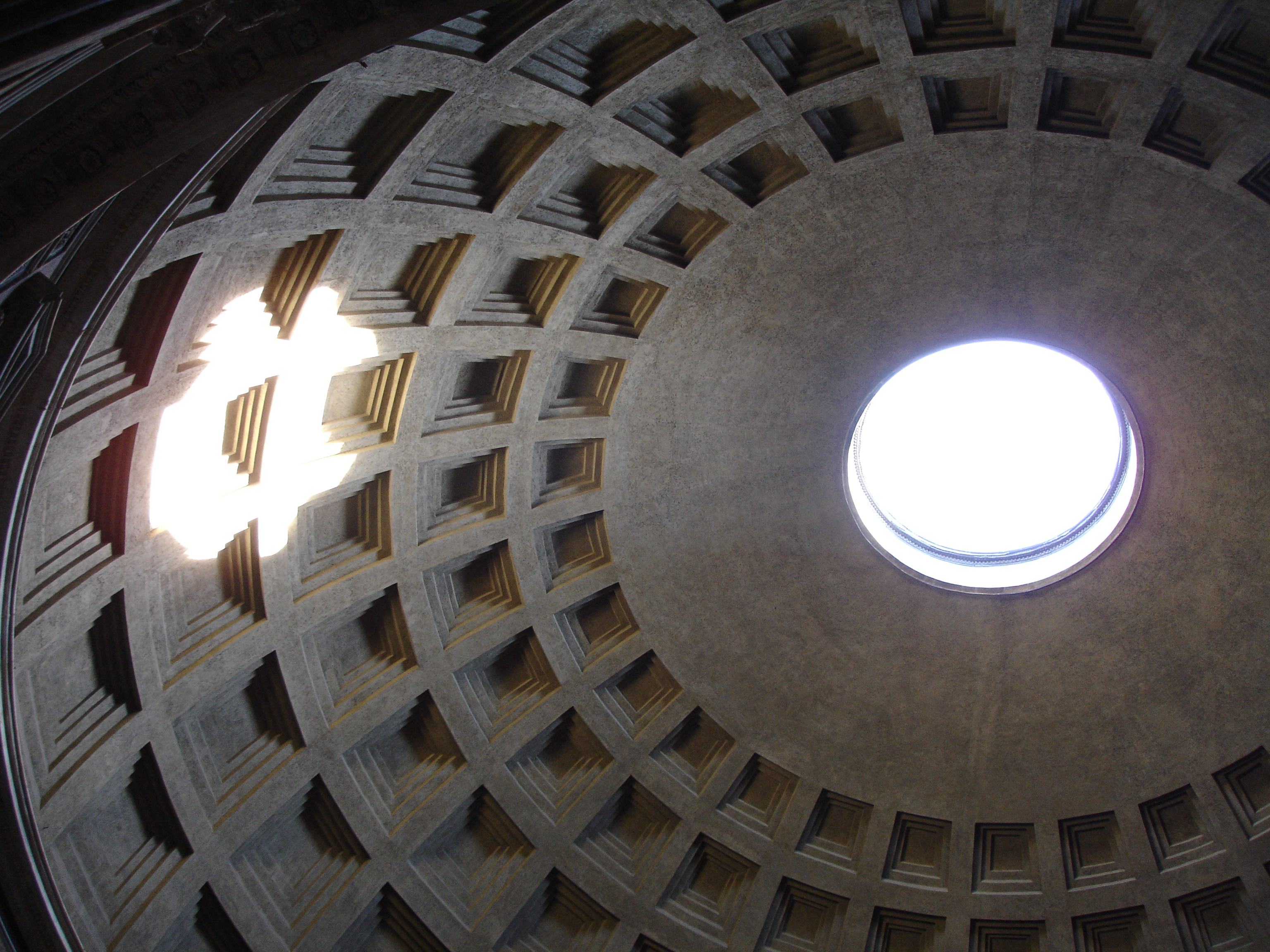
Het oog of oculus in de koepel van het Pantheon

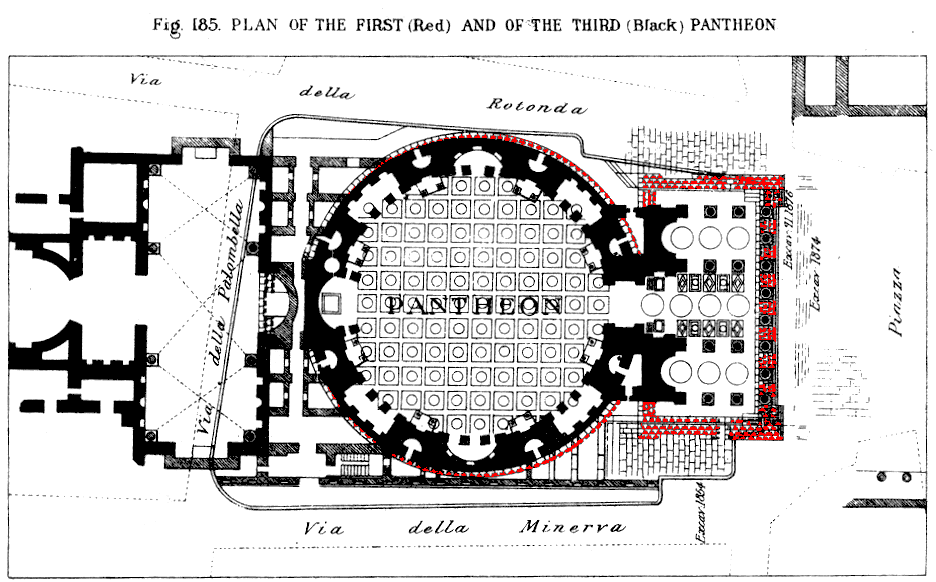
plattegrond
het oorspronkelijke Pantheon
Hadrianus' Pantheon

Het Pantheon is een antieke tempel in Rome, die herbouwd is in de 2e eeuw n.Chr.
Het is een herbouw van een eerder pantheon op deze plaats, dat in 80 n.Chr. door brand werd verwoest. Pantheon (Grieks: πάς pas = elke / θεός theos = god) betekent '(gewijd aan) alle goden’. Het Pantheon is een van de best bewaard gebleven Romeinse gebouwen ter wereld. Dit dankt het gebouw aan het feit dat het in de 7e eeuw werd omgevormd tot kerk en continu in gebruik is gebleven en onderhouden. Het Pantheon is nog steeds in gebruik als rooms-katholieke kerk en is gewijd aan de Heilige Maria en de martelaren. Het heeft de kerkelijke eretitel basilica minor.

## Geschiedenis
Het oorspronkelijke gebouw dateerde uit 27 v. Chr. en werd gebouwd onder het consulaat van Marcus Agrippa. De tempel werd in 80 n. Chr. tijdens een grote brand verwoest. Onder keizer Domitianus werd het Pantheon weer hersteld. In 110 tijdens de regering van keizer Trajanus (Keizer van 98 tot 117) werd het Pantheon door de bliksem getroffen. Voor de tweede keer moest het Pantheon weer worden opgebouwd. Keizer Hadrianus liet tussen 119 en 125 het Pantheon geheel herbouwen, waarbij het zijn huidige ronde vorm kreeg. De oorspronkelijke wijdingstekst die Agrippa als opdrachtgever vermeldde werd ook op het nieuwe gebouw aangebracht. Op de gevel aan de voorzijde staat in bronzen letters: 
 M · AGRIPPA · L · F · COS · TERTIUM · FECIT
Dit betekent: 'Marcus Agrippa, zoon van Lucius, voor de derde maal consul, heeft dit gebouwd'. Hoewel het huidige Pantheon onder Hadrianus werd gebouwd, liet hij niet zijn eigen naam op de gevel vereeuwigen, omdat hij daarmee de senaat voor het hoofd zou stoten. Keizer Domitianus had eerder enkele gerestaureerde gebouwen met z'n eigen naam beschreven, wat hem niet in dank was afgenomen. Het kwam Hadrianus bovendien niet slecht uit dat er op deze plek al eerder door Agrippa was gebouwd. Door de verbinding aan te houden met Agrippa, rechterhand van keizer Augustus, kon Hadrianus zich als legitiem opvolger van Augustus presenteren. De inscriptie komt voor in de biografie van Suetonius over keizer Augustus, waarin een adelaar boven de eerste letter "M" ging zitten. Aangezien het Latijnse woord Mors, de dood, ook met een M begint, zag Augustus hier een voorteken in dat zijn einde naderde.
Na de val van het West-Romeinse Rijk bleef het Pantheon in bezit van de Byzantijnse keizers, hoewel zij geen werkelijke macht meer hadden in Rome. Keizer Phocas schonk de tempel in 609 aan paus Bonifatius IV. Deze paus maakte van het Pantheon een kerk, de Santa Maria ad Martyres. Om die reden is het Pantheon nooit afgebroken, wat bij de meeste andere niet-christelijke tempels in Rome wel is gedaan.
Vanaf de renaissance werd het Pantheon gebruikt als begraafplaats voor vooraanstaande Italianen, van wie Rafaël en Victor Emmanuel II de bekendste zijn.
Het Pantheon is nog in goede staat, maar mist de bronzen plafondbekleding van de koepel. In opdracht van paus Urbanus VIII zijn de bronzen omlijsting van de cassettes in het gewelf en de bronzen ornamenten van de portico omgesmolten. Het verhaal gaat dat dit brons door Bernini is gebruikt om er het baldakijn boven het graf van Petrus in de Sint-Pietersbasiliek van te laten gieten. Dit werd als een grof schandaal beschouwd en leidde tot een beroemd geworden uitspraak: quod non fecerunt barbari, fecerunt Barberini: wat de barbaren niet deden, hebben de Barberini wel gedaan. In werkelijkheid heeft Bernini dit brons niet gebruikt. Hij vertrouwde de legering niet. Op de voorgevel werden twee kleine klokkentorentjes gebouwd, die in de 19e eeuw weer zijn verwijderd.

## Opbouw
Voor de rotunda, het ronde deel van het gebouw, bevindt zich een portico (breedte: 34,2 meter) bestaande uit drie rijen Korinthische zuilen (acht in de eerste rij, zestien in totaal). De rotunda zelf heeft naast de apsis, die precies tegenover de ingang ligt, zes nissen die elk gedragen worden door twee Korintische zuilen. Elke nis wordt aan beide zijden met twee Korintische pilasters afgesloten. Tussen de nissen zijn acht aediculae met daarin beelden. Direct achter het marmer en de aediculae zitten zware betonnen pijlers. Deze acht pijlers dragen grotendeels het gewicht van de koepel. De koepel zelf heeft vijf ringen met cassetten. Deze is in metselwerk en ongewapend beton uitgevoerd met een centrale opening, de oculus, met een diameter van 8,7 meter. Deze opening is ook echt open en het regent dus soms naar binnen. De vloer is licht hol om het regenwater in het centrum af te kunnen voeren. De diameter van de koepel is gelijk aan de hoogte van de vloer tot aan de oculus: 43,30 meter.
De koepel van het Pantheon bleef tot 1434 de grootste koepel ter wereld, toen in Florence een grotere koepel werd gezet op de Santa Maria del Fiore, die een diameter van 45 meter heeft.
Om deze enorme koepel te maken hebben de Romeinen enkele technieken toegepast:
- zo brachten ze bovenaan het oculus aan. Dit is een ronde opening die ervoor zorgt dat de koepel soepel bleef en zo bestand was tegen aardbevingen;
- de Romeinen beperkten het gewicht van de koepel door een combinatie van technieken:
  - er werden cassettes (uitsparingen) in de koepel aangebracht;
  - de wand van de koepel werd naar boven toe allengs dunner geconstrueerd;
  - hoger in de koepel werd een lichter materiaal gebruikt dan in de basis ervan.

Zodoende werd het gewicht van de gehele koepel zoveel mogelijk beperkt. Zo is in de basis van de koepel basalt gebruikt en bovenin rond het oculus cement van gemalen puimsteen, dat zo licht is dat het in water drijft. De schil van de koepel is bovenaan bij de oculus 1,2 meter dik en wordt naar onderen toe steeds dikker en rust ten slotte rondom op 7 meter dikke muren.
De afmetingen van het bouwwerk zijn zo berekend dat elk jaar op 21 april, de dag waarop volgens de legende de stad Rome is gesticht, het zonlicht op het middaguur exact valt op de ingangsportiek.
De koepel beeldt de hemel uit met de bewegingen van zon, maan en planeten.

## Regen van Rozenblaadjes
Een jaarlijkse traditie in deze rooms-katholiek kerk is de Pioggia di Petali di Rose (regen van rozenblaadjes) op Pinksteren. Sinds 1995 worden er na de eucharistieviering rode rozenblaadjes gestrooid door het oculus van de koepel. Het is een gebuik wat al in de middeleeuwen werd uitgevoerd, maar mogelijk in de 19e eeuw in onbruik raakte. Preciese bronnen ontbreken hierover. De dwarrelende rozenblaadjes zijn een symbolische uitbeelding van de Uitstorting van de Heilige Geest op de gelovigen in de vorm van vurige tongen. Ieder jaar is dit een populair toeristische attractie.

## Piazza della Rotonda
Piazza della Rotonda is het drukbezochte plein dat ligt voor het Pantheon. Hoewel niet de feitelijke naam van het plein, staat het ook wel bekend als 'het plein van het Pantheon'.
In het midden van het plein staat een fontein, de Pantheonfontein.
De fontein werd in 1711 in opdracht van paus Clemens XI door Filippo Barignoni uitgebreid met een stenen bassin en met in het centrum de obelisk van Ramses II rustend op een sokkel versierd met vier dolfijnen.